# メンガタスズメ
メンガタスズメ（面形天蛾、学名: Acherontia styx）は、チョウ目スズメガ科の昆虫。ガの一種。
ドクロ蛾、又は骸骨蛾の名で知られるメンガタスズメ属3種のうちの1種で、学名の種小名 styx は、ギリシャ神話で冥府を取り巻いて流れる川、ステュクスに由来する。和名は、成虫の背面に見られる、人の顔に似た模様から。

## 形態
成虫は、開翅長90-120mmにも達する大型のスズメガである。
幼虫も成虫に負けないくらい大きく、終齢になると成虫の開翅長とほぼ同じ120mmに達する。幼虫は典型的なイモムシであり、緑色型と褐色型と黄色型の３つの色彩型が見られる。体表は、若齢幼虫では頭部と胴部の全面が、顆粒で密に覆われるが、終齢幼虫では小さなしわに覆われるほかは滑らかである。逆に、尾角は若齢幼虫では滑らかでまっすぐであるが、齢を重ねるに従いイボのような突起で凸凹になり、終齢幼虫では10～11mmに達し、先端部が背方に湾曲して？字形となる。ヨーロッパメンガタスズメの幼虫とは、背面に見られるゴマ粒のような斑点の色で見分けることができる。同種の斑点は黒であるが、本種のそれは濃紺もしくは鮮やかな青である。

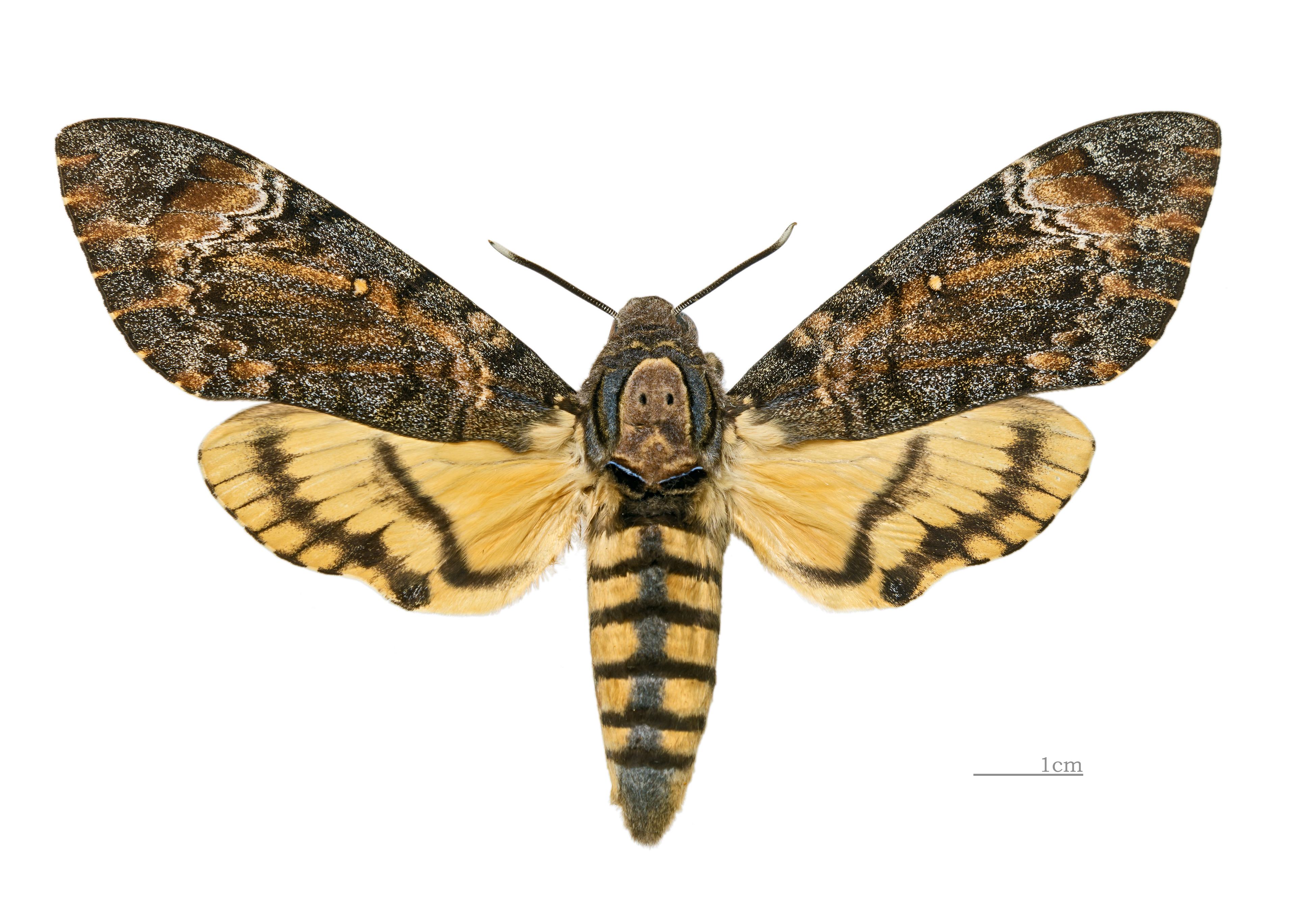
A. s. styx
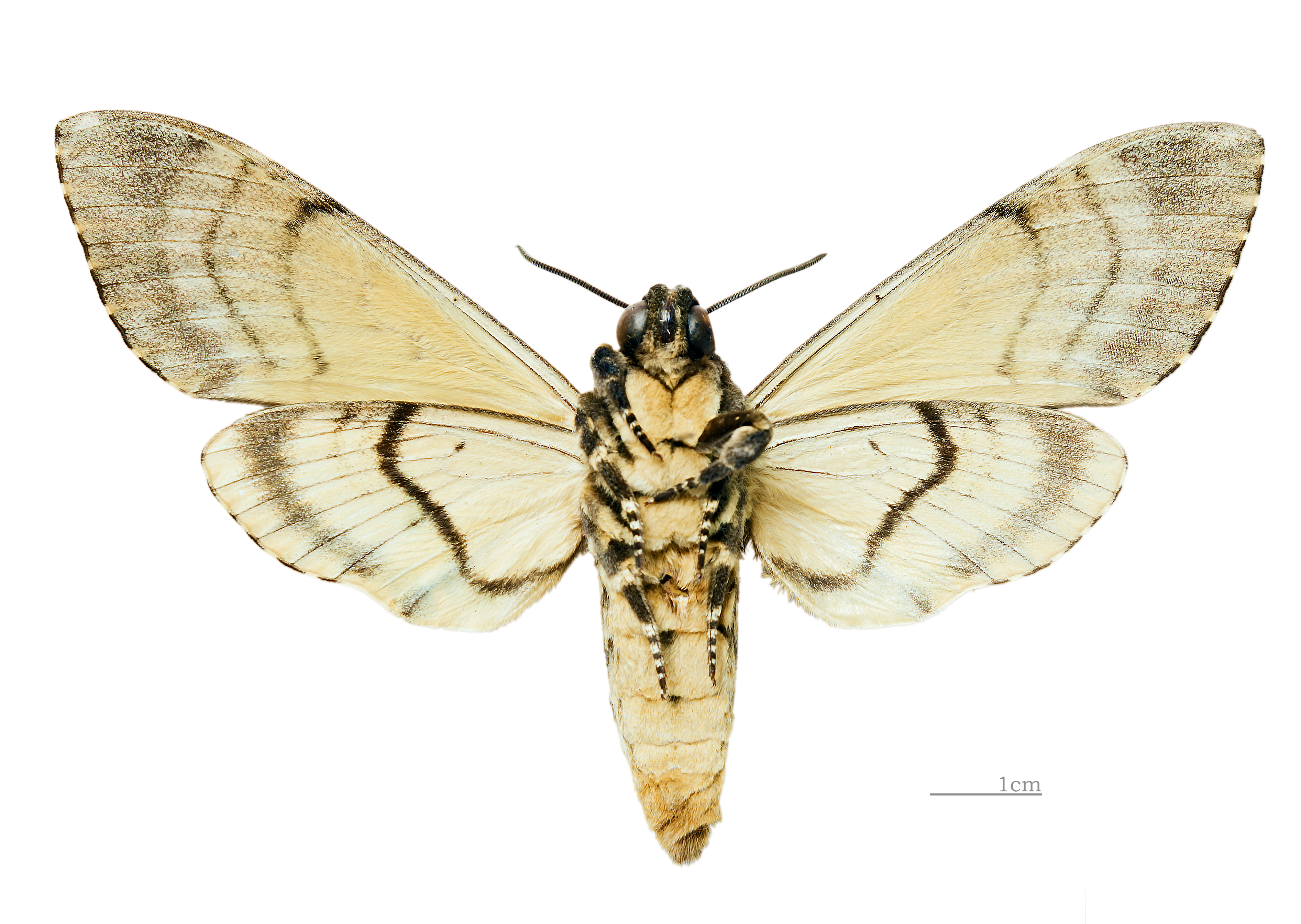
A. s. styx
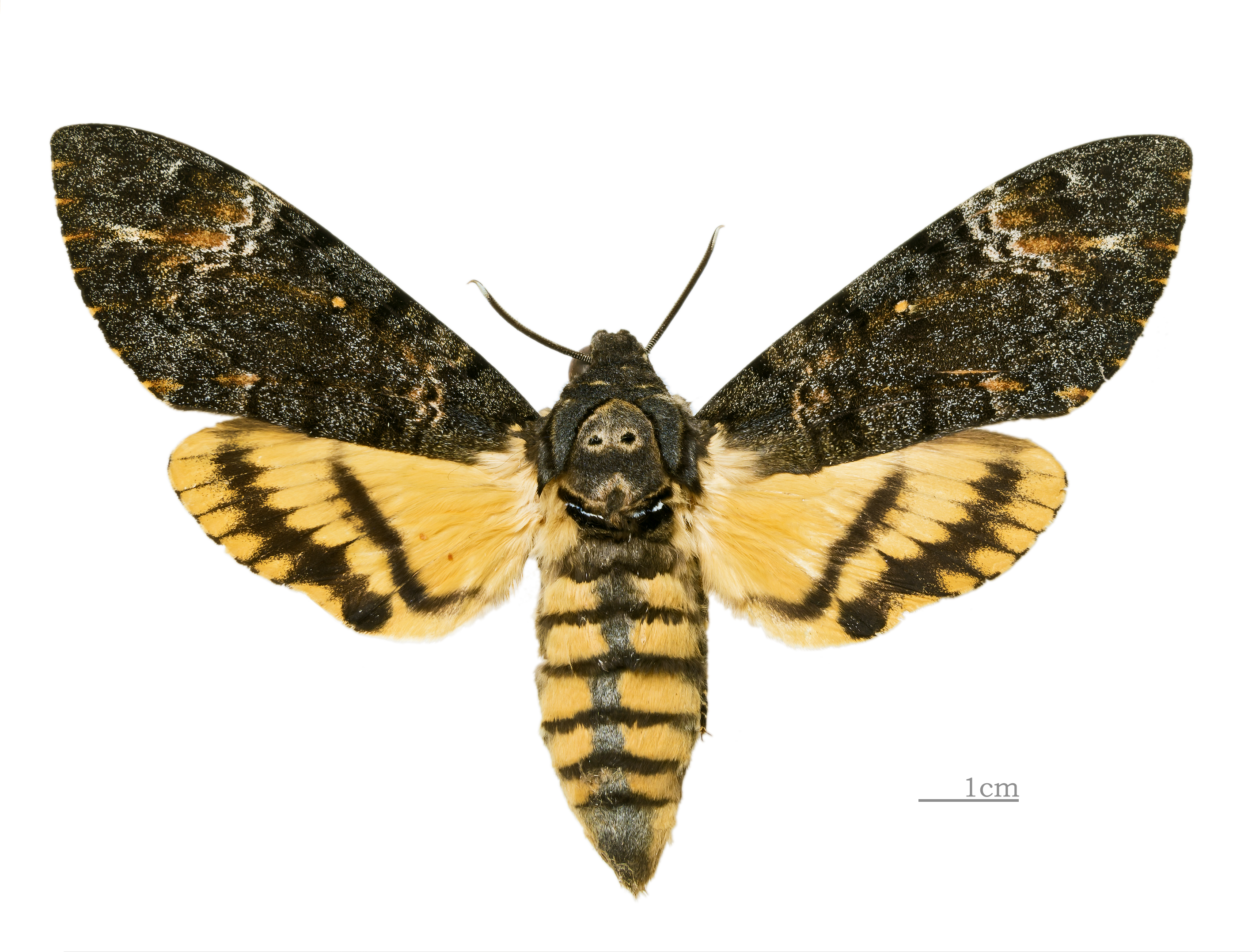
A. s. medusa
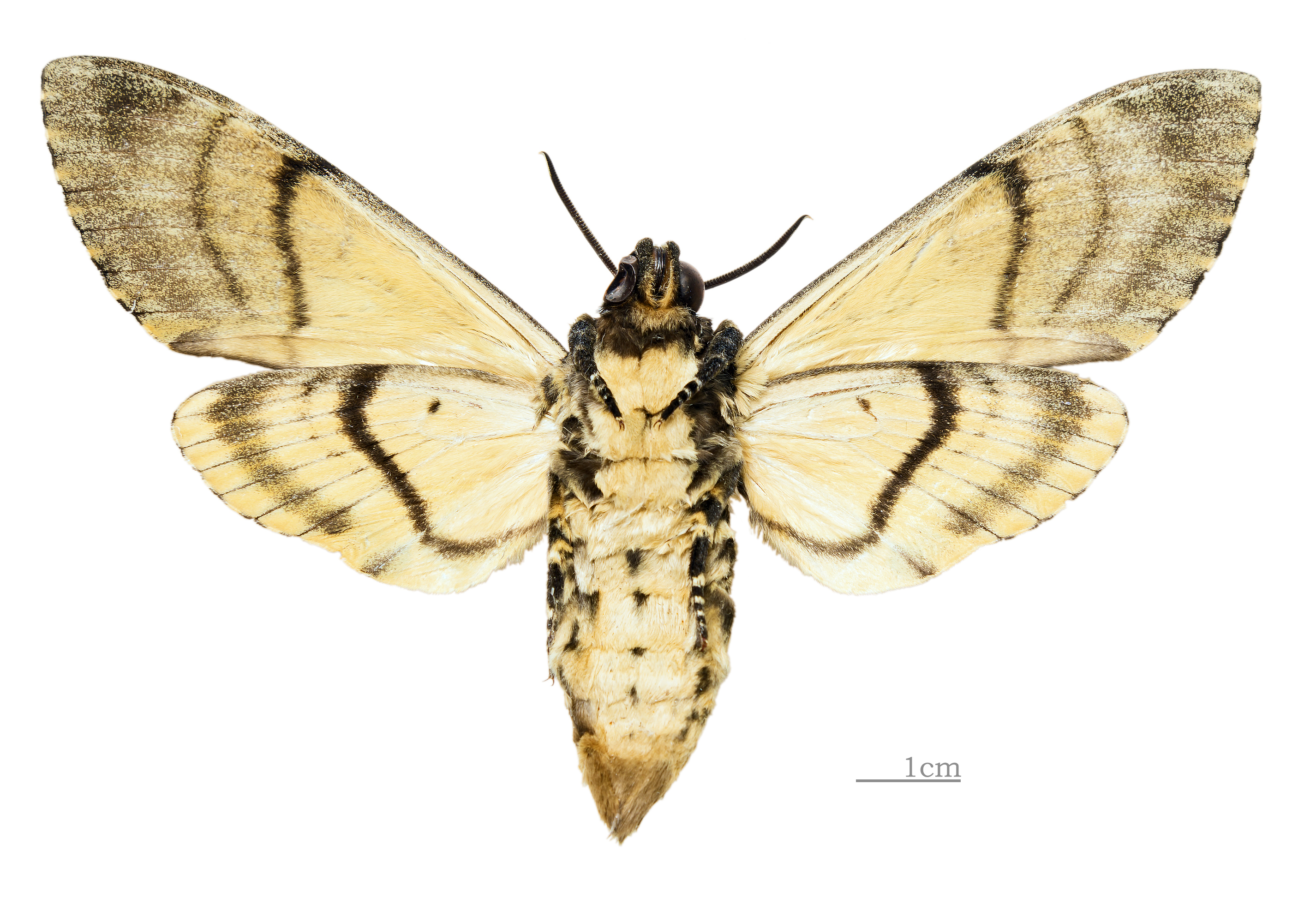
A. s. medusa
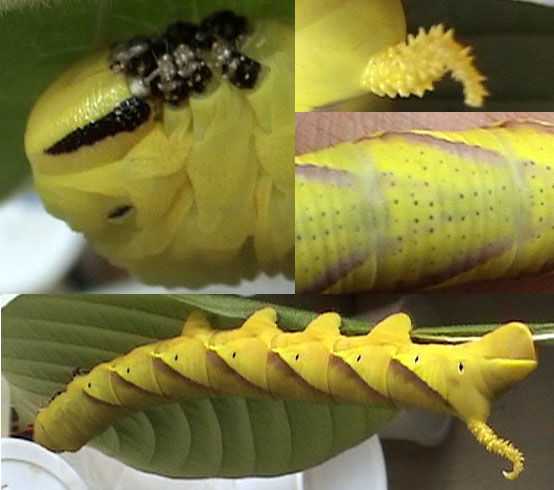
幼虫

### 近縁種との区別
成虫、幼虫のいずれもが、ヨーロッパ産のヨーロッパメンガタスズメに酷似するが、成虫は以下の各点で見分けることができる。
- ヨーロッパメンガタスズメでは通常2本みられる前翅の白帯が、メンガタスズメでは外側の1本のみ、ないしは全く見られない。
- 頭蓋骨に似た胸部背面の模様は、同種が白っぽく浮き上がって見えるのに対し、本種はずっと黒みが増すためそれほど目立たない。
- このドクロ模様の下あごに当たる、胸部と腹部の接合部付近の胸側（上側）に、ほのかに細い青帯が見られるが、ヨーロッパメンガタスズメにはこの青帯がない。
- 前翅のほぼ中央に位置する小さな円盤状の模様は、ヨーロッパメンガタスズメが白なのに対して本種は黄、またはオレンジである。

また、より南方系のクロメンガタスズメの成虫とは以下の点で見分けられる。
- クロメンガタスズメの胸部背面のドクロ模様は、メンガタスズメのそれと比べて灰色を帯びる。
- メンガタスズメの腹部背面には細い藍色の帯が縦に走るが、クロメンガタスズメのそれは幅が広い。

## 生態
幼虫は広食性で、ノウゼンカズラ科、アカネ科、マメ科、モクセイ科、ゴマ科、ナス科およびクマツヅラ科植物の古い葉に一つだけ卵が産み付けられる。これら食草の多くが有毒植物である。なお、本種は特にナス科植物に対する嗜好性が強く、一般家庭の庭先やマンションのプランターで栽培しているプチトマトなどに取り付き丸坊主にしてしまうことがままある。また、マメ科、ゴマ科、ナス科には農作物として栽培される種が多数あるため、インドでは時おりゴマなどの作物に本種の幼虫が大発生し、深刻な被害を引き起こすことがある。
他のスズメガ同様、成熟すると食草を降り、深さ10cm未満の穴を掘り、部屋をこしらえ繭をつくらずその中で蛹化する。日本では、成虫は4-11月に出現する。
成虫は蜂蜜泥棒として広く知られており、養蜂農家から非常に嫌われている。スズメガは、口吻が発達するものが多く、メンガタスズメの属するメンガタスズメ亜科でも、エビガラスズメやシモフリスズメのように口吻が非常に体長よりも長くなる種が含まれる。口吻が発達したスズメガは、夕刻から真夜中にかけてマツヨイグサ類やハマユウのような花筒の長い花を訪ねてホバリングしながら口吻を伸ばし、その奥に溜まった蜜を吸うものが多いのだが、本種の口吻は機能的ではあるもののかなり短いためこのような食性を採ることができない。しかし、本種の口吻の先端は強靭で、かなり固いものにも穴を穿つことができる。これらを用いてミツバチの巣を襲って蜜蝋でつくられた巣盤に穴をあけ、そこから蜂蜜を盗み飲むのである。さらに本種は無傷でミツバチの巣に近づけるよう、ミツバチのフェロモンを真似た物質を分泌する特技も有しているのだが、一方で巣内に深入りし過ぎて働きバチの逆襲にあい、体に無数の刺し傷をこしらえ、そのままそこで息絶え亡骸を蜂蜜漬にされることがままある。養蜂家は巣箱の掃除をしていてたびたび本種の蜂蜜漬を目にする。
- 蜂蜜漬とあるが、「巣の衛生処理を施すために、プロポリス漬けにして処理する」という養蜂家の記事がネット上に散見される[1]

また、アケビコノハのように、この口吻を用いて果実の表面に穴を開け、果汁を吸うので、韓国ではとくにユズ農家から非常に嫌われている。
チョウ目昆虫としては異例であるが、同属や近縁種も含め、幼虫、成虫ともに鳴く。幼虫は触れるとピシッという音を出す。成虫は危険を感じるとキイキイと大きな音を出す。
メンガタスズメ類は他の蛾類と比較して鱗毛や鱗粉が大変丈夫である。そのため、翅の先端を除けば、多少こすったぐらいでは模様が擦れて薄くなる事がない。力尽き自然死している固体も、蛾類の死骸には珍しく、模様が、ほぼ無傷のまま残っている事が多い。
標本にする場合の殺処理も、他の鱗翅類のように、圧死させたり薬物を注射したりすると、種の特徴である人面模様や腹部の模様を、破壊したり歪めてしまう危険性があるため、ふさわしくない。虫体に触れない方法（餓死、熱死、凍死など）で殺処理を行う必要がある。

## 分布
アジアのほぼ全域に分布する。
A. s. styx と A. s. medusa の2亜種に分類されているが、どちらの亜種も産する地域が広域にわたるので、現在では A. s. medusa は基亜種の居住域（湿地性）もしくは季節型による変異であり、分類学的に異なってはいないと考えられている。
A. styx medusa は、日本の本州（主に西日本）以南、朝鮮半島、中国の東部から南部にかけてと、ベトナムからマレー半島（マレーシア及びタイ）まで、及びマレー諸島に分布する。また中国東北部にも農作物などを通して移入されている。日本で見られるのは当亜種で、亜種名のメドゥーサはギリシア神話に登場する怪物、ゴルゴンの三姉妹の末妹に由来する。
A.s.styx は、中国の北部から西部にかけてと、タイ北部、ミャンマー、バングラデシュ、インド、ネパール、パキスタンと、イラン、サウジアラビア、イラクに分布する。

## 保全状況評価
日本の埼玉県のレッドリストでは、絶滅危惧種に選定されている。

## 人間との関係
上述したように、幼虫は農作物、特にナスやトマト、ジャガイモ、ゴマの害虫であり、成虫は養蜂、果樹の害虫である。
また、背面のドクロ模様が印象に残るように、見た目が薄気味悪く捕まえたときの発声もガとしては特異なので不快害虫としても忌み嫌われているが、犬の顔にも見えるなどの点で好きな人はいる。ヨーロッパメンガタスズメは英語で Death's-head Hawkmoth の呼び名があり、文字通り不吉や不幸、死の象徴とされており、まつわる迷信も数多くある。
映画化もされた猟奇小説『羊たちの沈黙』では、殺人事件の被害者の口に本種のサナギが押し込められており、犯人特定の重要な手がかりとなっている。原作や映画の台詞で言及されているのはアジア産の本種であるが、ポスターを含め撮影に用いられたのはヨーロッパ産のヨーロッパメンガタスズメで、酷似しているが別種である。また台詞の邦訳でもドクロメンガタスズメと訳されていたが、標準和名は冒頭記したようにメンガタスズメである。

## メンガタスズメ属
メンガタスズメ属（メンガタスズメぞく、学名: Acherontia）は、スズメガ科の属の一つ。
- ヨーロッパメンガタスズメ Acherontia atropos
- クロメンガタスズメ Acherontia lachesis
- メンガタスズメ Acherontia styx

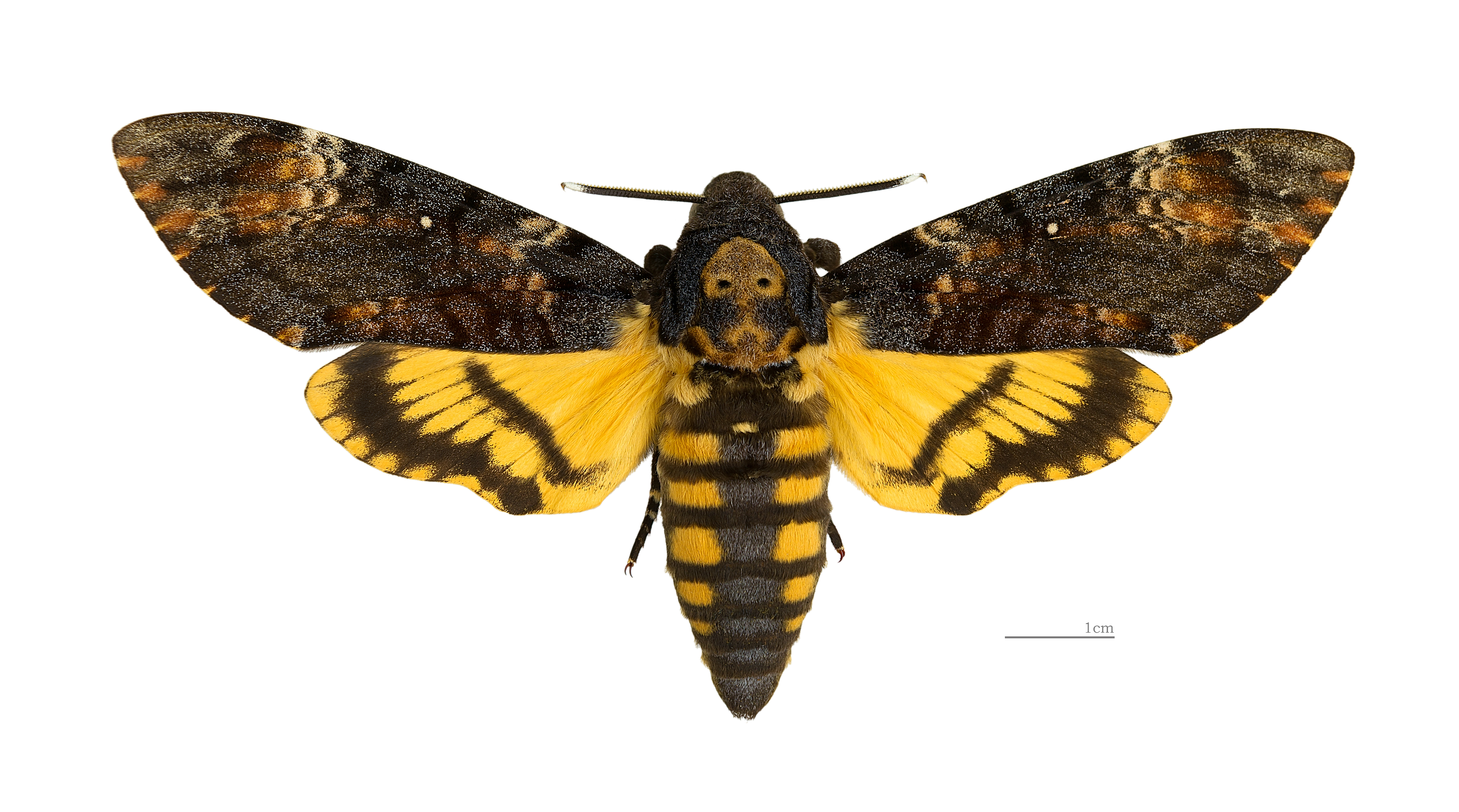
ヨーロッパメンガタスズメ
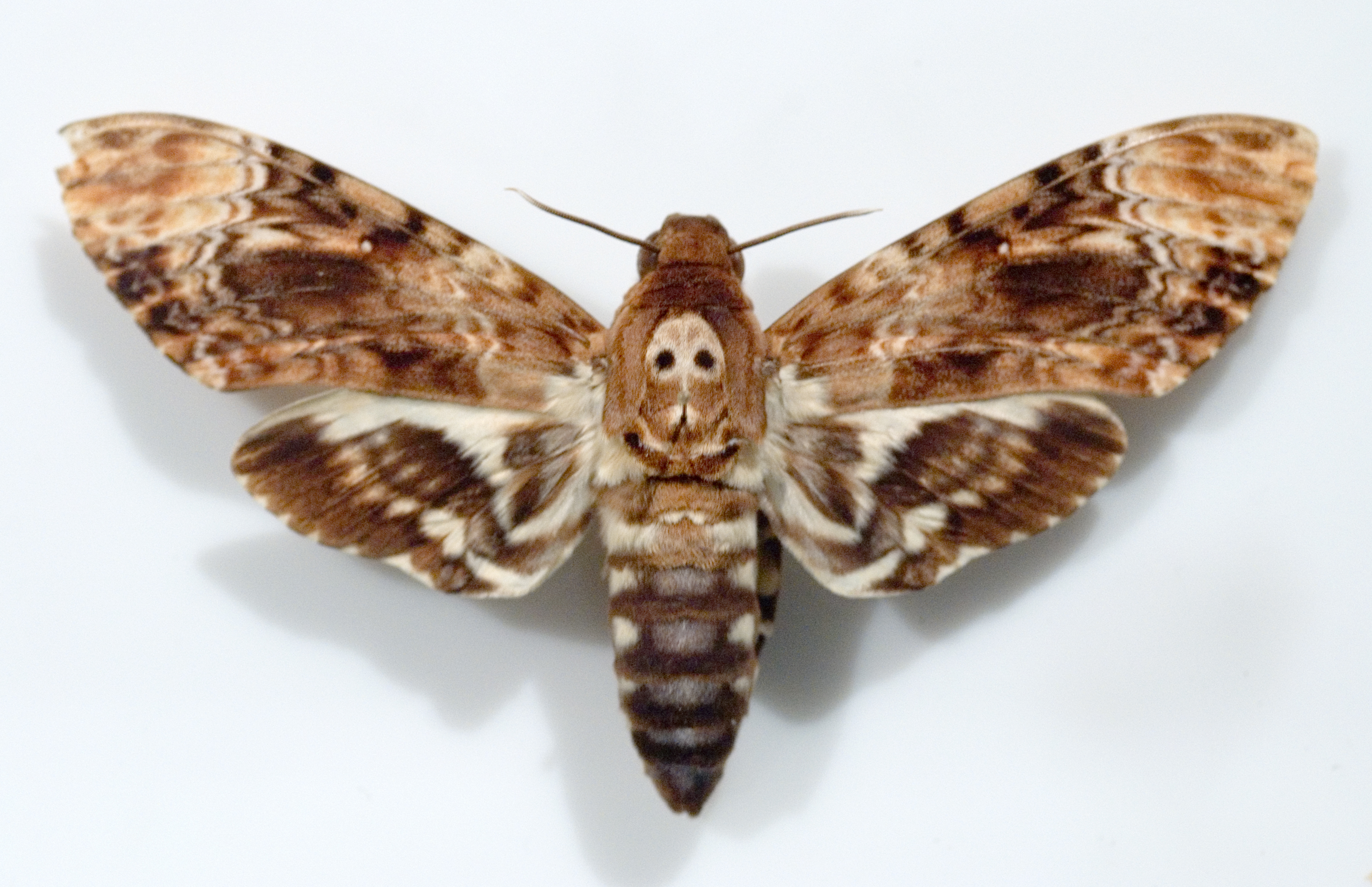
クロメンガタスズメ
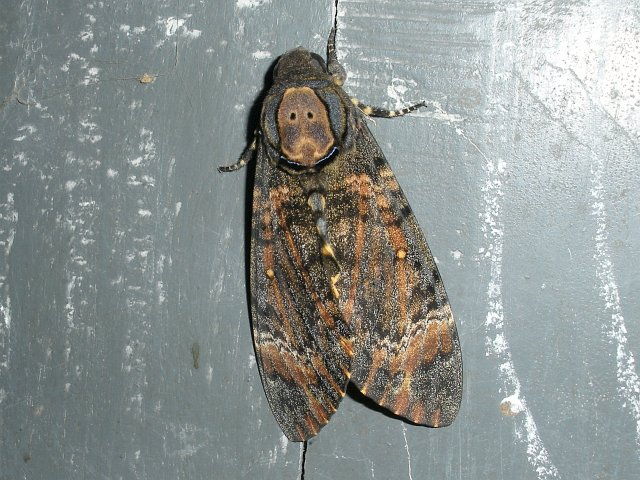
メンガタスズメ